# La Gomera
La Gomera (izgovorjava: [la ɣoˈmeɾa]) je eden od španskih Kanarskih otokov v Atlantskem oceanu ob obali Afrike. S površino 370,03 km² je tretji najmanjši od osmih glavnih otokov arhipelaga. Spada v provinco Santa Cruz de Tenerife. La Gomera je tretji najmanj naseljeni izmed osmih glavnih Kanarskih otokov, z 22.361 prebivalci na začetku leta 2023. Njegovo glavno mesto je San Sebastián de la Gomera, kjer je cabildo insular (otoški svet).

## Upravna delitev
La Gomera je del province Santa Cruz de Tenerife. Razdeljena je na šest občin:
| Ime                        | Površina (km2) | ocena št. prebivalcev (2023) |
| -------------------------- | -------------- | ---------------------------- |
| Agulo                      | 25,36          | 1123                         |
| Alajeró                    | 49,43          | 2066                         |
| Hermigua                   | 39,67          | 1943                         |
| San Sebastián de la Gomera | 113,59         | 9584                         |
| Valle Gran Rey             | 32,36          | 4705                         |
| Vallehermoso               | 109,32         | 2940                         |
| La Gomera otok             | 370,03         | 22.361                       |

Otoška vlada (cabildo insular) je v glavnem mestu San Sebastián.

## Geografija
Otok je vulkanskega izvora in približno okrogel; ima približno 22 km v premeru. Je zelo gorat in strm in se dviga na 1487 m na najvišjem vrhu, Alto de Garajonay. Njegova oblika je podobna pomaranči, ki je bila prerezana na pol in nato razdeljena na segmente, ki so med njimi pustili globoke grape ali barrancos.

## Ekologija
Najvišja pobočja teh barrancov pokriva deževni lovorjev gozd (laurisilva), kjer vsako leto pade do 50 centimetrov padavin.
Zgornji del te gozdnate regije je skoraj stalno zavit v oblake in meglice, posledično pokrit z bujno in raznoliko vegetacijo. To območje tvori zaščiteno okolje španskega narodnega parka Garajonay, ki je bil leta 1986 razglašen za svetovno dediščino Unesca. Pobočja so prepredena s potmi različnih težavnosti, ki ponujajo razgled na okolico.
Osrednje gore zadržujejo vlago iz pasatnih oblakov in ustvarjajo zmerno oblačno gozdno podnebje, ki je v nasprotju s toplejšimi, s soncem prižganimi pečinami blizu morske gladine.
Med temi skrajnostmi so različne mikroklime. Stoletja so prebivalci La Gomere obdelovali nižje nivoje s kanaliziranjem odtočne vode za namakanje svojih vinogradov, sadovnjakov in nasadov banan.

## Naravni simboli
Uradna naravna simbola, povezana z La Gomero, sta Columba junoniae (paloma rabiche - lovorjev golob) in Persea indica (viñátigo - indijski avokadovec).
- Columba junoniae
- Persea indica

## Kultura
Lokalno vino je značilno in ga pogosto spremlja tapa (prigrizek) lokalnega sira, pražene svinjine ali kozjega mesa. Druge kulinarične specialitete so almogrote, sirni namaz, miel de palma, sirup, pridobljen iz palmovih dreves, in escaldón, kaša iz gofio moke.
Prebivalci La Gomere imajo starodaven način komuniciranja po globokih soteskah z žvižgajočim govorom, imenovanim Silbo Gomero, ki ga je mogoče slišati dve milji daleč. Ta piskajoči jezik je avtohton na otoku, njegov obstoj pa je dokumentiran že od rimskih časov. Silbo Gomero, ki so ga izumili prvotni prebivalci otoka Gvanči, so španski naseljenci sprejeli v 16. stoletju in je preživel potem, ko so bili Gvanči popolnoma asimilirani. Ko mu je na začetku 21. stoletja grozilo izumrtje, je lokalna vlada od vseh otrok zahtevala, da se ga učijo v šoli. Marcial Morera, jezikoslovec na Univerzi La Laguna, je dejal, da lahko preučevanje silba pomaga razumeti, kako nastajajo jeziki.
V gorah La Gomera so njeni prvotni prebivalci častili svojega boga, ki so ga imenovali Orahan. Vrh in središče otoka sta služila kot njihovo svetišče. Številni domorodci so se leta 1489 zatekli na to sveto ozemlje, ko so bili soočeni z neizbežnim porazom od Špancev, in tam se je končalo osvajanje La Gomere. Arheologi so tam našli obredne kamnite konstrukcije, za katere se zdi, da predstavljajo žrtvene oltarne kamne, vdolbine skrilavca ali votline. Tam so Gvanči zgradili grmade, na katerih so darovali koze in ovce Orahanu, ki je bil na La Palmi znan kot Abora, na Tenerifu in Gran Canarii pa kot Arocan. Gvanči so svoje mrtve pokopavali tudi v jamah. Danes so svetniki, ki jih častijo preko vaških praznikov, povezani predvsem s krščanstvom. Toda v nekaterih vidikih božje idealiziranje edinstvenosti Gomeranov s strani Gvančev igra prav tako pomembno vlogo poleg predkrščanskih in predkolonialnih implikacij in kaže na močne lokalne razlike.
Krištof Kolumb je naredil otok La Gomera za svoje zadnje pristanišče, preden je leta 1492 s svojimi tremi ladjami prečkal Atlantik in se ustavil, da bi obnovil zaloge hrane in vode za svojo posadko, pri čemer je nameraval ostati le štiri dni. Beatriz de Bobadilla y Ossorio, grofica La Gomere in vdova Hernána Peraze mlajšega, mu je ponudila ključno podporo pri pripravah flote in na koncu je ostal en mesec. Ko je 6. septembra 1492 končno izplul, mu je dala potaknjence sladkornega trsa, ki je prvi dosegel Novi svet. Po svojem prvem potovanju Discovery, je Kolumb leta 1493 ponovno oskrbel svoje ladje v pristanišču San Sebastián de La Gomera na svojem drugem potovanju v Novi svet in poveljeval floti 17 plovil. La Gomero je zadnjič obiskal leta 1498 na svojem tretjem potovanju proti Ameriki. Hiša v San Sebastiánu, v kateri naj bi bival, je zdaj turistična atrakcija.

## Festivali
Praznik Device Guadalupske, zavetnice otoka, je ponedeljek po prvi soboti v oktobru.
Vsakih pet let (nazadnje leta 2023) se praznuje Bajada de la Virgen de Guadalupe (Privedba Device) iz njenega samostana v Puntallani v prestolnico. S čolnom jo pripeljejo na plažo v San Sebastián de La Gomera, kjer jo gosti več ljudi, in jo dva meseca prevažajo po vsem otoku.